# Żurowa
Żurowa est une localité polonaise de la gmina de Szerzyny, située dans le powiat de Tarnów en voïvodie de Petite-Pologne.

## Démographie
En 2021, la population était de 975 habitants.